# Berthe Van Hyfte
Berthe Van Hyfte (Gent, 19 februari 1921 – Borgerhout, 7 mei 2015) was een Belgisch sopraan.
Ze was gehuwd met François Simons. Ze werd begraven op Schoonselhof.
Zij kreeg haar muziekopleiding aan het Conservatorium in Gent. In 1942 maakte zij haar debuut bij de Koninklijke Opera Gent; ze zong de rol van een van de vier Knappen van Richard Wagners Parsifal. Ze bleef gedurende acht seizoenen bij dat operagezelschap, in 1951 sloot ze zich aan bij het gezelschap van de (Koninklijke) Vlaamse Opera in Antwerpen, waar zo gedurende 27 seizoenen voor zong. Zij maakte in het seizoen 1959/1960 slechts een jaar deel uit van het gezelschap van de Munt Opera in Brussel. Berthe trad slechts af en toe in Nederland op, zoals in 1954 en 1956 met het Rotterdams Operakoor. Ze zong ook met het Limburgs Symfonie Orkest, het optreden was echter in Oostende. In maart 1967 zong ze met de Vlaamse Opera in het Amsterdamse Koninklijk Concertgebouw in onder andere de opera De antikwaar van Jef Maes en Anton van Wilderode en De grote verzoeking van Michel De Ghelderode.
In 1975 verzorgde ze haar laatste optreden; ze had toen in meer dan tachtig opera’s en veertig operettes gezongen. De rol die ze het meest had gezongen was die van Cio-Cio in Madama Butterfly van Giacomo Puccini. Ze was betrokken bij een aantal premières van Belgische opera’s zoals Europa ontvoerd van Karel Albert, De regenboog van Maurits Schoemaker en Pygmalion van Johannes Den Hertog.
In 1960 was te zien in de verfilming van De rozen van Madonna (Die Rosen von Madonna) van Robert Stolz en Hubert Hardt-Warden. Haar stem is bewaard gebleven in een beperkt aantal opnamen. Zij ontving gedurende haar zangcarrière de Dr. Oskar de Gruyterprijs voor toneel.